# Ermoupoli

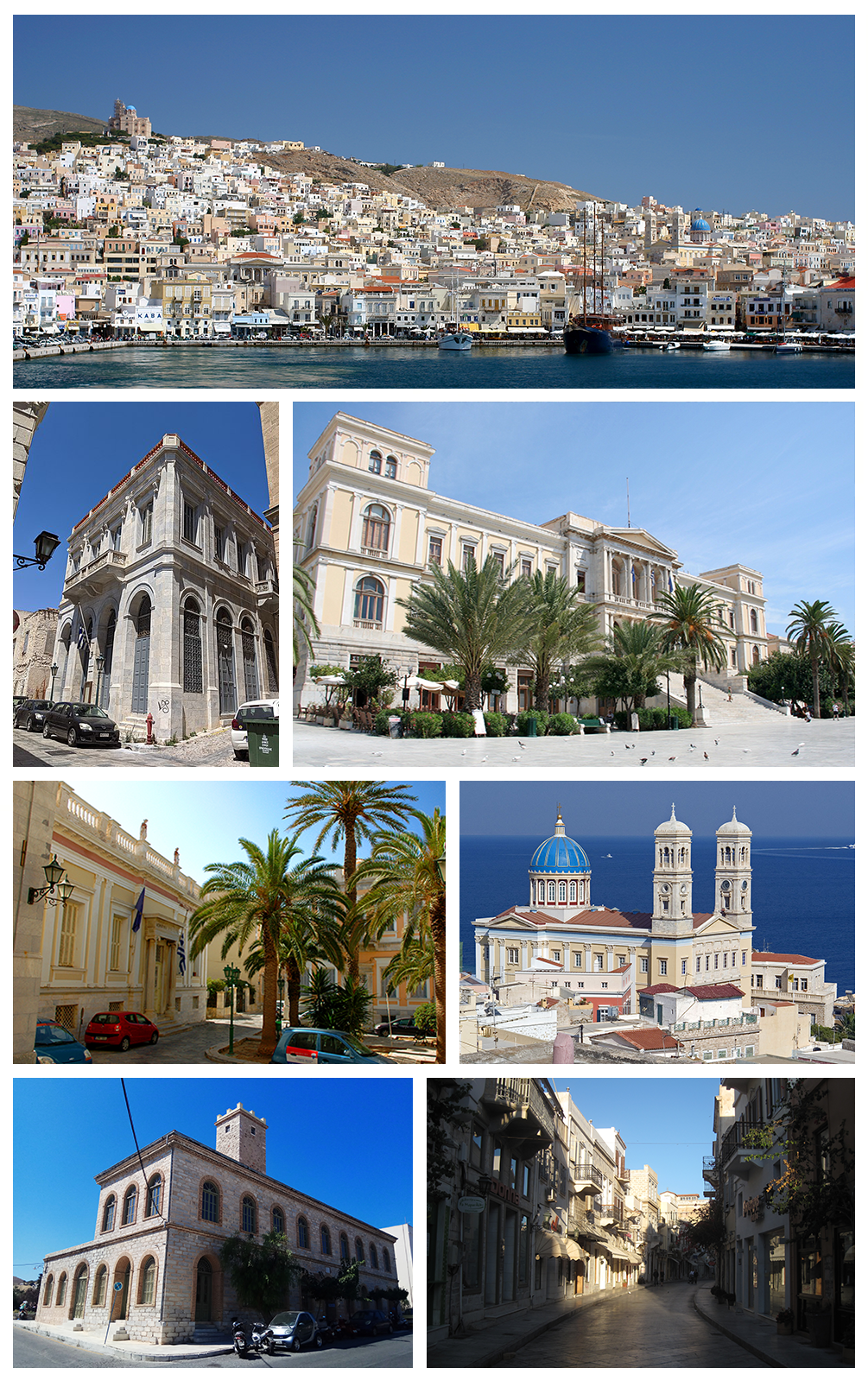
Ermoupoli

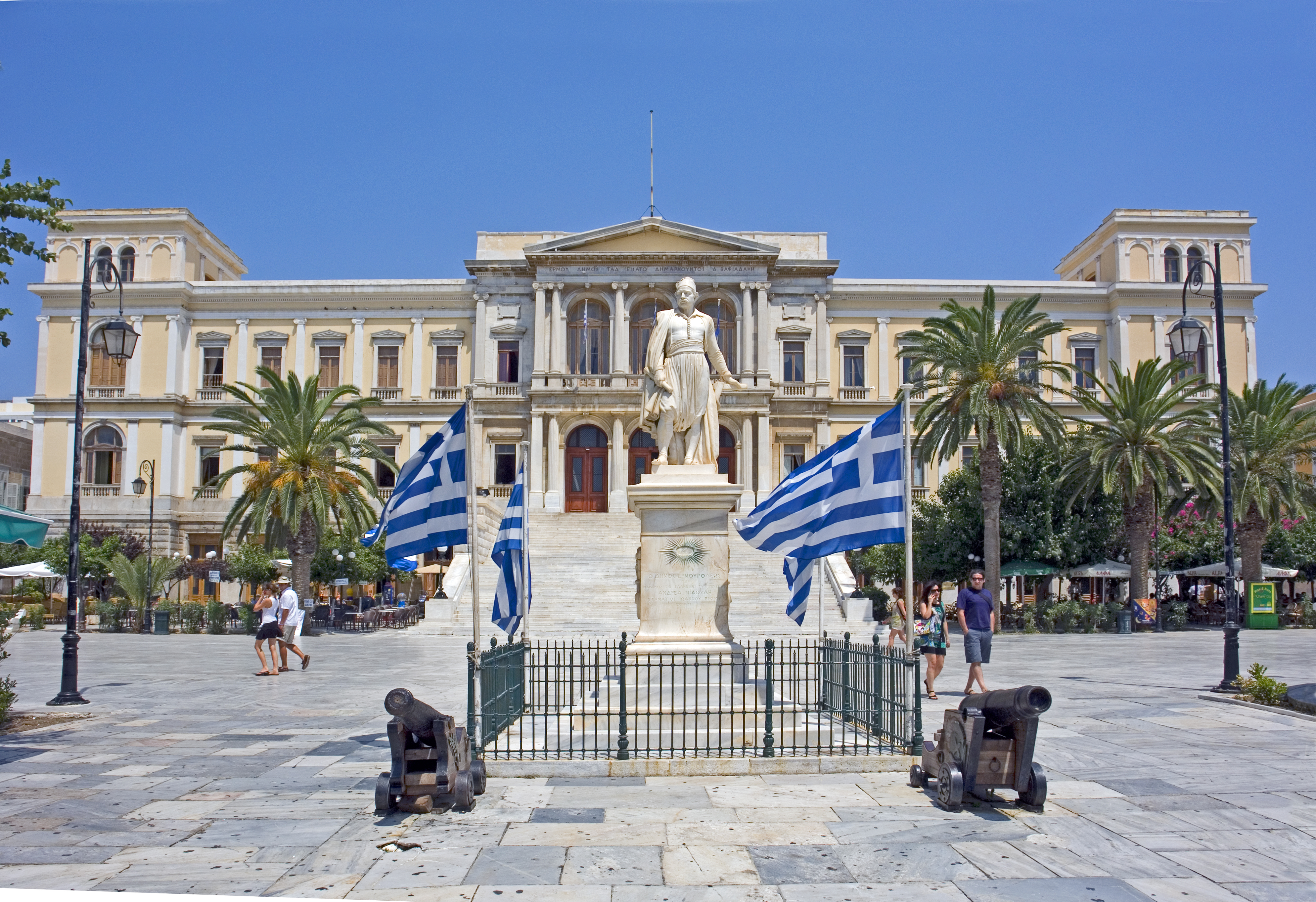
Stadshuset i Ermoupoli

Ermoupoli (grekiska Ερμούπολη), även känt som Hermoupolis (Ἑρμούπολις, av Ἑρμοῦ πόλις "Hermes stad") är en stad på den grekiska ön Syros i Kykladerna. Den är huvudort både på ön och i prefekturen Kykladerna. Befolkningen uppgick år 2001 till 13 400.

## Historia
Ermoupoli grundades som en utvidgning av den gamla staden Ano Syros under det grekiska frihetskriget på 1820-talet, och flyktingar från Chios,
Psara och Ayvalık slog sig då ned där. Den blev snart det ledande kommersiella och industriella centret i Grekland. Den stora halvcirkelformiga och säkra hamnen med utmärkta dockor anlöptes av alla ångbåtslinjer som åkte mellan Europa och Levanten och gjorde staden till landets viktigaste hamnstad. Det berömda Grekiska ångbåtsbolaget grundades 1856 i staden, och tusentals fartyg har byggts vid varven på Syros.
Efter hand, mot slutet av 1800-talet, tog Pireus över Ermoupolis roll som landets viktigaste hamn. Under de följande årtiondena gick staden tillbaka. Nyligen har dess ekonomi ökat markant, främst på grund av serviceindustrin.

## I kulturen
Romanen Antiken, skriven av Hanna Johansson och utgiven av Norstedts förlag, utspelar sig delvis i Ermoupoli .